# Something There
「Something There」（サムシング・ゼア）は、CHAGE&ASKA（現：CHAGE and ASKA）の楽曲。自身の37作目のシングルとして、ポニーキャニオンから1995年5月10日に発売された。

## 背景・リリース
前作「めぐり逢い」から約6ヶ月ぶりとなるシングル:402-403。1990年から“CHAGE AND ASKA”のロゴがCDジャケットに使用されていて前作「めぐり逢い」まで表記されていたが、本作以降はシングル・アルバム通して使用されていない。

## チャート成績
オリコン集計による累計売上枚数は56.9万枚を記録し、前作「めぐり逢い」の125.2万枚から半分以上減る結果となった。実際、英語詞のリリースにヒットを懸念される声もあったが「作ったときのテンションが注がれている状態で出すことが僕らのやり方」とASKAは語っている。

## 収録曲
| #         | タイトル                                              | 作詞      | 作曲      | 編曲             | 時間  |
| --------- | ----------------------------------------------------- | --------- | --------- | ---------------- | ----- |
| 1.        | 「Something There」(英訳詞：CHARLIE MIDNIGHT（英語）) | 飛鳥涼    | 飛鳥涼    | 飛鳥涼、松本晃彦 | 6:04  |
| 2.        | 「紫陽花と向日葵」                                    | CHAGE     | CHAGE     | 服部隆之         | 5:53  |
| 3.        | 「Something There （オリジナル・カラオケ）」          |           | 飛鳥涼    | 飛鳥涼、松本晃彦 | 6:00  |
| 合計時間: | 合計時間:                                             | 合計時間: | 合計時間: | 合計時間:        | 17:57 |

| #         | タイトル                                      | 作詞      | 作曲      | 編曲             | 時間  |
| --------- | --------------------------------------------- | --------- | --------- | ---------------- | ----- |
| 1.        | 「Something There」(英訳詞：CHARLIE MIDNIGHT) | 飛鳥涼    | 飛鳥涼    | 飛鳥涼、松本晃彦 | 6:04  |
| 2.        | 「紫陽花と向日葵」                            | CHAGE     | CHAGE     | 服部隆之         | 5:53  |
| 3.        | 「Something There （オリジナル・カラオケ）」  |           | 飛鳥涼    | 飛鳥涼、松本晃彦 | 6:04  |
| 4.        | 「紫陽花と向日葵 （オリジナル・カラオケ）」   | CHAGE     | CHAGE     | 服部隆之         | 5:53  |
| 合計時間: | 合計時間:                                     | 合計時間: | 合計時間: | 合計時間:        | 23:54 |

## 楽曲解説
1. Something There
ハリウッド映画『ストリートファイター』エンディング・テーマ。CHAGEとASKA出演の日本航空 CMソング。
MVが、1995年に本場アメリカのMTVが主催したVMA（ビデオ・ミュージック・アウォーズ）の受賞部門の1つで、MTV Japanの視聴者が選んだ "International Viewer's Choice Award" を受賞している。
アルバム『Code Name.1 Brother Sun』には、新たなミックスで収録している。
2. 紫陽花と向日葵
1994年にCHAGEがアメリカを旅行した後に制作された楽曲。CHAGEがアメリカ南部を旅して、車の中でラジオを聞いたり、町並みを眺めたりした時に感じた「色」を表現している[2]:304。
3. Something There （オリジナル・カラオケ）
4. 紫陽花と向日葵 （オリジナル・カラオケ）
カセット盤のみに収録。

## 収録アルバム
サウンドトラック盤
- STREET FIGHTER ORIGINAL SOUNDTRACK (1994) (#1)
- STREET FIGHTER ARTIST ALBUM (1998) (#1)

サントラ盤はシングルに先駆けてアメリカで販売され、その後日本でも販売されたが、サントラに収録されているバージョンは曲終盤のサビの1部がカットされている。
国内盤
- Code Name.1 Brother Sun (#1,#2)※#1はアルバム・ミックス
- THE STORY of BALLAD II (#2)
- CHAGE and ASKA VERY BEST NOTHING BUT C&A (#1)

海外盤
- 倆角形 Duet Angle 20th anniversary (#1)※アルバム・ミックス